# Matthias Fuchs
Matthias Fuchs (* 3. November 1939 in Hannover; † 31. Dezember 2001 oder 1. Januar 2002 in Hamburg) war ein deutscher Schauspieler und Hörspielsprecher.

## Leben

### Anfänge und erste Filmrollen
Fuchs’ Eltern waren Schauspieler, sein im Zweiten Weltkrieg als Soldat ums Leben gekommener Vater Werner Fuchs und die dann alleinerziehende Schauspielerin Charlotte Fuchs.
Im Alter von neun Jahren stand Matthias Fuchs erstmals auf einer Theaterbühne, am Ballhof in Hannover in dem Theaterstück Der Tod im Apfelbaum von Paul Osborn. Am Theater arbeitete Fuchs zunächst in der Statisterie, als Requisiteur und als Beleuchter. Nebenbei nahm er Schauspielunterricht, unter anderem bei dem Charakterschauspieler Peter Lühr.
Bekannt wurde Fuchs in den 1950er Jahren als Darsteller des Ethelbert in der Immenhof-Filmreihe an der Seite von Angelika Meissner, Heidi Brühl und Raidar Müller. Im Laufe der Handlung verkörperte Fuchs in seiner Rolle die Wandlung vom hochnäsigen, „verwöhnten Großstadtlümmel“, über den „kernigen Naturburschen“ bis zum verantwortungsbewussten jungen Mann, der mit seinem reichen Onkel die Rettung des Ponyhofs vor dem finanziellen Ruin in seine Hand nimmt. Die Popularität der Immenhof-Filme machte Fuchs zum Teenie-Idol seiner Generation; zahlreiche Titelbilder in der Zeitschrift Bravo dokumentieren dies. 1959 war er unter der Regie von Alfred Weidenmann in der Rolle des jungen, eher unmilitärischen Leutnants René Maria von Trotha in dessen Buddenbrooks-Verfilmung. Mit seiner Darstellung des Lehrlings Klaas Henning in der märchenhaften Komödie Der Engel, der seine Harfe versetzte (1959) von Kurt Hoffmann überzeugte er das Filmpublikum und die Filmpresse. Er wurde 1959 dafür mit dem Bundesjugendfilmpreis ausgezeichnet.

### Theater
Fuchs’ Popularität im Film der 1950er Jahre ermöglichte ihm den Weg auf die Theaterbühne. Anfangs wurde er hauptsächlich im Rollentypus des „Jugendlichen Liebhabers“ und „Jungen Helden“ eingesetzt, dann entwickelte er sich zu einem der angesehensten Charakterdarsteller des deutschsprachigen Theaters. Sein erstes Bühnenengagement erhielt er am Theater in der Josefstadt in Wien, wo er von 1962 bis 1964 festes Ensemblemitglied war. Dort spielte er unter anderem den Romeo in Romeo und Julia und den Ferdinand in Kabale und Liebe. Es folgten ein weiteres Festengagement am Staatstheater Hannover (1965–1967). Dort trat er unter anderem als Titus Feuerfuchs in der Nestroy-Posse Der Talisman, als Mercutio in Romeo und Julia und in der Titelrolle von Friedrich Schillers Schauspiel Don Carlos auf. Von 1968 bis 1970 war er an den Bühnen der Stadt Köln engagiert; dort spielte er unter anderem die Titelrolle in Kaspar von Peter Handke und trat in Drei Schwestern in einer Inszenierung von Rudolf Noelte auf.
1970 debütierte er bei den Salzburger Festspielen. Dort übernahm er den Laertes in Hamlet in einer Inszenierung von Oskar Werner, der Fuchs’ Vorbild als Schauspieler war. 1971 wurde Fuchs festes Ensemblemitglied an den Städtischen Bühnen Frankfurt; dort blieb er bis 1979. Zu seinen Bühnenrollen gehörten dort unter anderem Troilus in Troilus und Cressida (1972, Regie: Hans Neuenfels), die Titelrolle in Der Marquis von Keith von Frank Wedekind (1972, Regie: Hans Neuenfels), Melchior Gabor in Frühlings Erwachen (1973, Regie: Peter Palitzsch), der Prinz in Die Unbeständigkeit der Liebe von Marivaux (1975, Regie: Luc Bondy) und der Junker Bleichenwang in Was ihr wollt (1977, Regie: Peter Löscher).
1979 gastierte er am Düsseldorfer Schauspielhaus. Unter der Regie von Peter Löscher, mit dem ihn eine Arbeitsfreundschaft verband, spielte er, an der Seite von Charlotte Schwab als Amalia, den Karl Moor in Schillers Trauerspiel Die Räuber. Ein weiteres Gastspiel folgte 1984 an der Freien Volksbühne Berlin als Rakitin in Ein Monat auf dem Lande von Iwan Turgenjew.
Von 1981 bis zu seinem Tode war Fuchs dann fest am Deutschen Schauspielhaus in Hamburg engagiert. Berühmt geworden sind insbesondere seine Arbeiten mit dem Regisseur Peter Zadek; so übernahm er 1988 in Zadeks fünfaktiger Lulu-Inszenierung, an der Seite von Susanne Lothar, die Rolle des Malers Eduard Schwarz. Weitere Rollen Fuchs’ in Hamburg waren die Titelrolle in Perikles (1981, Regie: Augusto Fernandes), Gyges in Gyges und sein Ring von Friedrich Hebbel (1982, Regie: Ernst Wendt), Orgon in Tartuffe (1982, Regie: Ernst Wendt), Jupiter in Amphitryon (1989, Regie: Christof Nel), Casca in Julius Caesar (1989, Regie: Michael Bogdanov), Leicester, den Fuchs „als schon etwas verblühten alternden Playboy“ und „ältlichen, nervösen Beau“ gab, in Maria Stuart (1990, Regie: Michael Bogdanov), der Kurfürst in Der Prinz von Homburg (1994, Regie: Martin Kušej), Schalimov in Sommergäste von Maxim Gorki (1997, Regie: Elke Lang) und Philipp von Burgund in Die Jungfrau von Orléans (1999, Regie: Matthias Hartmann). 2000 spielte er in Merlin oder Das wüste Land von Tankred Dorst in einer Inszenierung von Jossi Wieler. Fuchs’ letzte Rolle am Deutschen Schauspielhaus war 2001 in Roland Schimmelpfennigs Theaterstücks Push Up, in dem Fuchs noch drei Tage vor seinem Tod auf der Bühne stand.
Fuchs spielte am Deutschen Schauspielhaus neben seinen Auftritten im klassischen Theaterrepertoire auch in zahlreichen Theaterstücken moderner Dramatiker, so unter anderem in Werken von Tony Kushner (Angels in America, 1993) und Peter Turrini (Tod und Teufel, 1991).

### Spätere Film- und Fernseharbeiten
Bereits ab den 1960er Jahren hatte Fuchs für das Fernsehen gearbeitet. Häufig war er in Literaturverfilmungen (als Sali in Romeo und Julia auf dem Dorfe, 1967) oder in Adaptionen von Theaterstücken (als Dorante in Das Spiel von Liebe und Zufall, 1968) zu sehen. Später kamen Episodenrollen in zahlreichen Fernsehserien hinzu, unter anderem in Derrick, Der Alte, Peter Strohm, Der Fahnder und Wolffs Revier. In der RTL-Krimireihe Doppelter Einsatz war er zwischen 1997 und 2001 mehrfach als Rechtsanwalt Harald Manthey zu sehen.
Spätere Filmarbeiten entstanden mehrfach unter der Regie von Rainer Werner Fassbinder, der Fuchs unter anderem als Anarchist Horst Knab in Mutter Küsters' Fahrt zum Himmel (1975), als Arzt in der Fernsehserie Berlin Alexanderplatz (1980) und als Baubeamter Esslin in Lola besetzte. Fuchs gehörte neben Karlheinz Böhm, Adrian Hoven, Claus Holm und Rudolf Lenz zu den Stars der 1950er Jahre, deren schauspielerisches Potential er für seine Filme zu nutzen versuchte.
In dem Spielfilm Die flambierte Frau (1983) spielte er Markus, den arroganten und selbstgefälligen Ehemann der weiblichen Hauptfigur Eva. 1995 verkörperte er den Arzt Dr. Machnik in dem „kammerspielartigen“ Kinofilm Der Totmacher.

### Hörspiele und Sprechertätigkeiten
Fuchs war auch Sprecher in Hörspielen. 1961 wirkte er unter der Regie von Gert Westphal in einer Produktion von Anton Tschechows Drei Schwestern mit. Im selben Jahr war er, neben Gustl Halenke als Partnerin, der Ulanenleutnant Anton Hofmiller in einer Hörspielfassung von Stefan Zweigs Novelle Ungeduld des Herzens. Nach dem Tod von Peter Pasetti verkörperte er von 1995 bis zu seinem Tode 2001 die Rolle des Erzählers in 39 Folgen der Hörspielreihe Die drei ??? (Folgen 65 bis 103). Kurz vor seinem Tode sprach er den KZ-Kommandanten in dem von Konrad Halver produzierten Hörspiel Zeit der Unübertreffenlichkeit. Als Hörbuch nahm er die Short Story Unschuld von Harold Brodkey auf. Daneben war er als Sprecher in Fernsehdokumentationen zu hören.

## Privates
Matthias Fuchs starb im Alter von 62 Jahren im Universitätsklinikum Hamburg-Eppendorf an einer Lungenkrebserkrankung. Seine Grabstätte befindet sich auf dem Eiderstedter Gemeindefriedhof im Ortsteil Tetenbüll, in dem später auch seine Mutter beigesetzt wurde.
Seine Tochter Maria Fuchs spielt seit 2008 die Rolle der Carla Saravakos in der ARD-Telenovela Rote Rosen.

## Filmografie

### Film
- 1955: Die Mädels vom Immenhof
- 1956: Der Meineidbauer
- 1956: Der erste Frühlingstag
- 1956: Hochzeit auf Immenhof
- 1957: Ferien auf Immenhof
- 1958: U 47 – Kapitänleutnant Prien
- 1959: Der Engel, der seine Harfe versetzte
- 1959: 2 x Adam, 1 x Eva
- 1959: Buddenbrooks
- 1960: Mit 17 weint man nicht
- 1960: Der liebe Augustin
- 1962: Das Mädchen und der Staatsanwalt
- 1962: Liebling, ich muß dich erschießen
- 1963: Der Kardinal (The Cardinal)
- 1975: Mutter Küsters’ Fahrt zum Himmel
- 1977: Aus einem deutschen Leben
- 1981: Lola
- 1983: Die flambierte Frau
- 1984: Das Arche Noah Prinzip
- 1984: Decoder
- 1985: Grottenolm
- 1986: Der Sommer des Samurai
- 1987: Der Madonna-Mann
- 1990: My Lovely Monster
- 1992: Mau Mau
- 1993: Durst
- 1994: Der Verwaltungsoberinspektor
- 1994: Rotwang muß weg!
- 1995: Die Eroberung der Mitte
- 1995: Der Totmacher
- 1996: Beim nächsten Kuß knall’ ich ihn nieder
- 1997: Vorübergehend verstorben
- 1998: 14/1 endlos
- 1998: Hundert Jahre Brecht
- 1998: Inner City Blues
- 2000: Hilflos
- 2001: Planet der Kannibalen
- 2001: Prüfstand 7

### Fernsehen
- 1959: O Wildnis
- 1962: Liebe im September
- 1963: Das alte Hotel (Fernsehserie)
- 1964: Kolportage
- 1964: Nach Ladenschluss
- 1964: Tote ohne Begräbnis
- 1966: Ulrich und Ulrike (Fernsehserie)
- 1971: Der Prokurator
- 1974: Die letzten Tage von Gomorrha
- 1975: Tatort – Treffpunkt Friedhof
- 1979: Wie Rauch und Staub, nach Aquis submersus
- 1980: Berlin Alexanderplatz
- 1981: Der Fall Maurizius
- 1982: Die Frau im rosa Mantel
- 1983: Mascha
- 1988: Die Bombe (Fernsehfilm)
- 1989: Wie du mir…
- 1989: Der Alte – Folge 137: Betriebsunfall
- 1990: Derrick – Der Augenblick der Wahrheit
- 1990: Tatort – Blue Lady
- 1991: Lulu (Fernsehfilm)
- 1992: Des Lebens schönste Seiten
- 1992: Schloß Hohenstein – Irrwege zum Glück (Fernsehserie)
- 1992: Tatort – Kainsmale
- 1992: Hamburger Gift (Regie: Horst Königstein)
- 1993: Vom Mörder und seiner Frau (Fernsehfilm)
- 1994: Rosa Roth – In Liebe und Tod
- 1995: Der Sandmann
- 1996: Wenn ich nicht mehr lebe
- 1997: Der stille Herr Genardy
- 1997: Doppelter Einsatz – Missbraucht
- 1997: Kalte Küsse
- 1998: Der Pirat
- 1998: Tatort – Arme Püppi
- 1998: Zur Zeit zu zweit
- 1998: Der Dritte Weltkrieg (als Sprecher)
- 1999: Das Schloß meines Vaters (Fernsehfilm)
- 1999: Der Solist – Kein Weg zurück
- 1999: Doppelter Einsatz – Die Todfreundin
- 1999: Drei mit Herz (Fernsehserie)
- 1999: Schwarzes Blut (Fernsehfilm)
- 2000: Der Briefbomber
- 2000: Deutschlandspiel
- 2000: Schwiegermutter
- 2000: Vor Sonnenuntergang
- 2001: Doppelter Einsatz – Kinderspiel
- 2001: Jud Süß – Ein Film als Verbrechen?
- 2001: Mörderinnen
- 2001: Nicht ohne dich
- 2002: Der Pfundskerl – SOS Maria
- 2002: Mord im Haus des Herrn

## Hörspiele (Auswahl)
- 1973: Günther Rücker: Portrait einer dicken Frau (André, Sohn der dicken Frau), Regie: Mathias Neumann (Original-Hörspiel – HR)
- 1990: Mishima Yukio: Yokohama (Seemann) – Regie: Hans Rosenhauer (Hörspielbearbeitung – NDR)
- 1995–2002: Die drei ??? Folge 65-103 (in der Rolle des Erzählers)
- 1997: Robert Louis Stevenson: Dr. Jekyll und Mister Hyde, Regie: Annette Kurth (Hörspielbearbeitung – WDR)